# Lisa Della Casa
Lisa Della Casa, née le 2 février 1919 à Berthoud (en allemand Burgdorf) et morte le 10 décembre 2012 à Münsterlingen, au bord du lac de Constance,) est une soprano suisse, célèbre pour ses interprétations des grandes héroïnes des opéras de Mozart et de Richard Strauss, ainsi que de lieder allemands.

## Biographie
Née en Suisse d'un père italo-suisse, Francesco Della Casa, et d'une mère bavaroise, Margarete Mueller, Lisa Della Casa étudie le chant dès l'âge de 15 ans au conservatoire de Zurich, notamment avec Margarete Haeser.
Elle fait ses débuts à l'opéra dans le rôle-titre de Madame Butterfly de Puccini au théâtre municipal de Soleure. De 1943 à 1950, elle chante à Zurich. On peut l'entendre, entre autres, dans Mozart, dans les rôles de la Reine de la Nuit de La Flûte enchantée et de Dorabella dans Così fan tutte. Plus tard, elle chantera Fiordiligi. Elle se produit dans Arabella (Zdenka) de Richard Strauss à Zurich aux côtés de Maria Cebotari en 1946. Celle-ci la présente au festival de Salzbourg en 1947, où elle chante à nouveau Zdenka dans une production, dirigée par Karl Böhm, avec Maria Reining et Hans Hotter. Après la première représentation, Strauss lui-même a commenté : « La petite Della Casa sera un jour Arabella ! »
La même année, le 18 octobre, elle fait ses débuts à l'opéra de Vienne, en chantant Nedda dans Pagliacci de Leoncavallo. Elle s'installe à Vienne et rejoint la troupe de l'Opéra national. En 1949, elle fait ses débuts à la Scala de Milan dans Der Rosenkavalier de Strauss et dans Fidelio (Marzelline) de Beethoven. Victor de Sabata, directeur musical de La Scala essaye de la persuader de venir à La Scala, mais elle choisit de rester à Vienne.
En 1951, Lisa Della Casa fait ses débuts britanniques en chantant la comtesse Almaviva dans Les Noces de Figaro de Mozart au festival de Glyndebourne. Elle continue à interpréter le rôle titre dans Arabella, pour la première fois, au Bayerische Staatsoper à Munich. Cela restera son rôle de prédilection, et elle l'enregistre à plusieurs reprises : d'abord en studio en 1957, avec Hilde Gueden, Anton Dermota, George London, sous la direction de Georg Solti, l'année suivante, en juillet 1958 au festival de Salzbourg, avec Anneliese Rothenberger, Dietrich Fischer-Dieskau, Otto Edelmann, Ira Malaniuk, sous la direction de Joseph Keilberth, et, en 1963, à Munich, avec le même chef, Joseph Keilberth, et quasiment la même distribution qu'à Salzbourg. Sa collègue Inge Borkh déclare : « Elle était Arabella ». Elle apparaît une seule fois au festival de Bayreuth en 1952, où elle incarne Eva dans Die Meistersinger von Nürnberg de Richard Wagner.
En 1953, elle chante de nouveau Arabella à Munich et à Covent Garden (Londres). On la voit pour la première fois dans le rôle d'Octavian de Der Rosenkavalier au festival de Salzbourg. Le 20 novembre 1953, elle fait ses débuts au Metropolitan Opera de New York dans Les Noces de Figaro. Depuis ses débuts au Met, elle participe à 173 spectacles jusqu'à ses adieux, le 9 décembre 1967. Son répertoire au Met est le suivant :
- Les Noces de Figaro : Comtesse Almaviva (47 représentations)
- Don Giovanni : Donna Elvira (34 représentations)
- Die Meistersinger von Nürnberg : Eva (23 représentations)
- Der Rosenkavalier : La Maréchale (17 représentations) et Octavian (8 représentations)
- Der Zigeunerbaron : Saffi (17 représentations)
- Arabella : Arabella (16 représentations)
- Ariadne auf Naxos : Ariadne (4 représentations)
- Lohengrin : Elsa (4 représentations)
- Madame Butterfly : Cio-Cio-San (2 représentations)
- La Bohème : Mimì (1 performance)

En 1955, elle chante le rôle de la Maréchale dans Der Rosenkavalier de Richard Strauss dans une série de spectacles célébrant la réouverture de l'opéra de Vienne. Ainsi elle a donc chanté les trois rôles féminins — la Maréchale, Octavian et Sophie — et même Annina en remplacement d'un chanteuse malade à Zurich. Le festival de Salzbourg a été l'un des lieux les plus importants dans sa carrière. Elle y chante Ariadne dans Ariadne auf Naxos et Donna Elvira dans Don Giovanni en 1954. En 1956, on la revoit en Donna Elvira, mais aussi en Chrysothémis (Elektra), la comtesse Almaviva en 1957 et Arabella en 1958. En 1957, elle se produit en récital dont on a gardé un enregistrement.

Lisa Della Casa chante Pamina dans La Flûte enchantée en 1959. Le 26 juillet 1960, pour l'inauguration du grand palais des festivals de Salzbourg (Festspielhaus), elle interprète le rôle de la Maréchale sous la direction d’Herbert von Karajan, avec Sena Jurinac en Octavian et Hilde Güden en Sophie. À l'origine, Karajan et le réalisateur Paul Czinner prévoient de filmer la représentation. Mais, sur l'intervention de Walter Legge, c'est Elisabeth Schwarzkopf qui participe au film. Choquée, Lisa Della Casa honore ses contrats pour les spectacles programmés cette année-là. Elle refusera désormais de se produire au festival de Salzbourg : 

« No, sir, Salzburg für mich ist gestorben. »

Elle surprend son public en chantant le rôle titre dans Salomé à l'opéra d'État de Bavière à Munich en 1961. Inge Borkh dit qu'elle était « très sexy ... inconsciemment ! » À partir de ce moment, elle apparaît dans les opéras italiens, notamment dans Otello de Verdi et Tosca de Puccini. Elle revient vite à Mozart et à Richard Strauss.
En 1964, quand Elisabeth Schwarzkopf (à ce moment à la fois collègue et rivale à l'opéra national de Vienne) fait ses débuts au Metropolitan Opera de New York en Maréchale dans Der Rosenkavalier, Lisa Della Casa chante Octavian. Anneliese Rothenberger et Rolf Gerard attestent que, contrairement à Rudolf Bing, directeur du Met, et au désir de scandale du public, il n'y avait aucune rancune entre elles. Elle se produit aussi dans le rôle de Cléopâtre, dans Jules César de Haendel, la comtesse dans Capriccio, de Strauss, Ilia dans Idomeneo de Mozart, et les rôles féminins dans Der Prozess de Gottfried von Einem.

Au milieu des années 1960, Lisa Della Casa se lasse de la scène lyrique et donne moins de représentations. En 1970, sa fille Vesna Debeljevic, alors âgée de 20 ans, subit un anévrisme. Elle commence à limiter ses engagements. Vesna est opérée et survit à l'opération, mais avec des séquelles. Elle consacre plus de temps à la santé de sa fille et achète même une maison en Espagne, où la famille habite, loin des regards, la majeure partie de l'année. Elle donne de moins en moins de représentations jusqu'à ses adieux au Wiener Staatsoper, en Arabella le 25 octobre 1973. En 1974, elle annonce sa retraite, à l'âge de 55 ans, au grand désarroi de ses fans : 

« Pas d'explications, pas de retour, pas de maître, pas d'interviews, pas d'apparitions privées. »

Vesna a parlé avec émotion de « l'amour sans limite » de sa mère.
Lisa Della Casa meurt le 10 décembre 2012 à Münsterlingen, en Suisse. Le Festspielhaus de Salzbourg arbore un drapeau noir à la nouvelle de sa mort. 

### Vie privée
Lisa Della Casa a été mariée deux fois. Son premier mariage, en 1944, avec Ernst Robert Geiser, se termine par un divorce après 5 ans.
En 1949, elle épouse le journaliste, historien d'art et violoniste yougoslave Dragan Debeljevic (1921-2014), avec qui, en 1951, elle a eu sa fille Vesna. En 1960, elle subit une fausse couche.

## Postérité
En raison de sa grande beauté physique et de la sérénité rayonnante de sa voix, Lisa della Casa est devenue aux yeux de beaucoup l'incarnation même de ses trois rôles de prédilection : la Comtesse dans Les Noces de Figaro, la Maréchale dans Le Chevalier à la rose et Arabella. Elle en a laissé des enregistrements incomparables, sous la baguette de Herbert von Karajan, Erich Kleiber ou Karl Böhm, en particulier, avec ce dernier, une sublime interprétation des Quatre derniers lieder de Richard Strauss. Son Elvira, à côté du plus grand Don Giovanni de son temps, Cesare Siepi, sous la direction de Wilhelm Furtwängler, est disponible sur CD et DVD. Elle enregistre une comtesse mémorable sous la direction d'Erich Leinsdorf au Met, mettant en vedette le baryton-basse américain Giorgio Tozzi dans le rôle titre.
Elle est une des voix les plus marquantes qui firent partie de l'« Octuor de l'opéra de Vienne », au sein duquel on compte également Elisabeth Schwarzkopf, Teresa Stich-Randall, Sena Jurinac, Irmgard Seefried, Hilde Güden, Wilma Lipp et Rita Streich. 
En tant qu'interprète de lieder, elle est souvent accompagnée par le pianiste allemand Sebastian Peschko et le hongrois Arpad Sandor. Elle fait plusieurs apparitions dans la célèbre émission de la télévision américaine The Bell Telephone Hour et apparaît régulièrement à la télévision suisse. En octobre 2007 et novembre 2008, Lisa Della Casa, les membres de sa famille et ses collègues acceptent d'être interrogés dans le cadre d'un film documentaire allemand de Thomas Voigt et Wolfgang Wunderlich sur sa vie et sa carrière : Liebe einer Diva (Les amours Diva).
Avant d'accéder au rang de diva, elle avait joué le rôle de Vreneli dans le film à grand succès Le Fusilier Wipf (Füsilier Wipf), tourné en 1938.